# ガーデブッシュの戦い
ガーデブッシュの戦い（ガーデブッシュのたたかい、英語: Battle of Gadebusch）は、大北方戦争の中期、スウェーデンのマグヌス・ステンボック将軍と、ザクセン選帝侯兼ポーランド国王アウグスト2世及びデンマーク国王フレゼリク4世との間で行われた戦闘である。大北方戦争において敗色が濃くなりつつあったスウェーデンが大勝して周辺諸国に底力を見せつけ、「スウェーデン侮り難し」の印象を植え付けた。

## 背景
スウェーデンは1709年のポルタヴァの戦いにおける大敗と、スウェーデン国王カール12世の亡命により、大北方戦争で苦戦を強いられていた。ステンボック将軍は1710年のスコーネにおけるヘルシングボリの戦いの勝利によって救国の英雄となっており、ヨーロッパ本土におけるスウェーデン軍の劣勢を打開すべく、ドイツに派遣された。もはやこの頃のスウェーデンには、国外に派遣できるレベルの指揮官はステンボック将軍くらいしかいなかったとも言える。メクレンブルク＝シュヴェリーン公国もこの戦争に巻き込まれていたため、公国のシュヴェリーン大佐はステンボックのもとでガーデブッシュの戦いに参加した。この関係上、翌1713年、シュヴェリーンは公国の外交官としてオスマン帝国領ティギナに抑留されていたカール12世のもとに派遣されている。

## 戦闘
戦闘は、1712年12月9日にドイツ（神聖ローマ帝国）、メクレンブルク公領のガーデブッシュの森で行われた。ザクセン・デンマーク連合軍は3万人、ステンボック将軍のスウェーデン軍は1万人（後方への守備兵を含む）と、兵力はスウェーデンの劣勢であったが、士気は高く、ステンボック将軍を先頭に果敢な攻勢に出た。そして激戦の末、連合軍を撃破したのである。連合軍の損失は死者3,000人、捕虜4,000人、その他大砲も多数鹵獲される大敗であり、勝利したスウェーデン軍はほとんど損害がなかった。連合軍が多勢を恃んで油断していたとは言え、1万の軍勢で3万の大軍を破った事によって、ステンボック将軍は偉大な戦術家と称えられることになった。また、この戦勝によってステンボック将軍は陸軍元帥に昇格した。このように、ガーデブッシュの戦いはスウェーデンがまだ強靱であることを間違いなく示した戦闘であったと言える。

## その後
しかし、この戦いの勝利は大北方戦争全体の勝利には結びつかなかった。後背のポーランド王国がスウェーデンからオスマン帝国のスルタンへの報告を妨害し、当時オスマン帝国に亡命していたカール12世とスルタンの関係は険悪になってしまう（カール12世自身はこの戦勝報告を受け取っている）。またステンボック将軍も、1712年末にドイツの都市を焼き討ちしたことで支持を失い、孤立無援となった。そして1713年にステンボック将軍が降伏するに及び、ヨーロッパ本土においてもスウェーデンの最終的な敗北が明白になった。